# Мур, Рич
Рич Мур (англ. Rich Moore, род. 10 мая 1963 в Окснарде) — американский режиссёр анимации, деловой партнёр компании «Rough Draft Studios», где он выступает в роли вице-президента по креативным решениям. Благодаря своей работе над «Симпсонами» (англ. The Simpsons), он стал одним из художников, которые в начале 90-х изменили облик анимационных телепередач, транслируемых в прайм-тайм. Среди его режиссёрских работ — «Симпсоны», «Футурама» (англ. Futurama), «Критик» (англ. The Critic), «Мультреалити» (англ. Drawn Together), «Шпион против шпиона» (англ. Spy vs. Spy), «Бэйби блюз» (англ. Baby Blues). Он также был режиссёром-супервайзером «Футурамы» и «Критика», наблюдая за продвижением творческого процесса обоих шоу. Наиболее ранними его работами были полнометражный анимационный фильм «Симпсоны в кино», где он выступил в роли режиссёра, и «Футурама» на DVD, где он выступил в роли анимационного исполнительного продюсера.
Обучался анимации в Калифорнийском институте искусств (англ. California Institute of the Arts). Получил две премии «Эмми», премию «Энни» и премию Рубена (англ. Reuben Award) за режиссуру.
Мур также выступал в роли режиссёра-супервайзера мультсериала «Садись, двойка!» (англ. Sit Down, Shut Up) для компании «Фокс», появившемся в 2009 году. Режиссировал мультфильм «Ральф» (англ. Wreck-It Ralph) для «Уолт Дисней Энимейшн Студиос».
Во время учёбы в институте принял участие в озвучивании студенческого фильма его друга Джима Рирдона (англ. Jim Reardon) «Принеси мне голову Чарли Брауна» (англ. Bring Me the Head of Charlie Brown).

## Режиссура

### «Симпсоны»
- «The Telltale Head»
- «Homer’s Night Out»
- «Simpson and Delilah»
- «Treehouse of Horror»
- «Dead Putting Society»
- «Homer vs. Lisa and the 8th Commandment»
- «Lisa’s Substitute»
- «Stark Raving Dad»
- «Bart the Murderer»
- «Flaming Moe’s»
- «Lisa the Greek»
- «Brother, Can You Spare Two Dimes?»
- «A Streetcar Named Marge»
- «Itchy & Scratchy: The Movie»
- «Marge vs. the Monorail»
- «The Front»
- «Cape Feare»

### «Футурама»
- «Space Pilot 3000»
- «Hell Is Other Robots»
- «A Clone of My Own»
- «Anthology of Interest I»
- «Roswell That Ends Well»

### «Мультреалити»
- «Clum Babies»
- «Alzheimer’s That Ends Well»

### «Совместная работа сDisney»
- «Zootopia (Зверополис)»
- «Wreck-It-Ralph (Ральф)»

## Премии
- «Эмми»
  - 1991 — прайм-тайм премия «Эмми» за работу «Homer vs. Lisa and the 8th Commandment»
  - 2002 — прайм-тайм премия «Эмми» за работу «Roswell That Ends Well»[3]
- «Энни»
  - 2002 — премия за режиссуру «Roswell That Ends Well»[4]
- Премия Рубена (англ. Reuben Award) за режиссуру